# Ernsgaden
Ernsgaden là một đô thị ở huyện Pfaffenhofen bang Bayern thuộc nước Đức.